# Константин Еленков
Константин Еленков е български литературен критик и издател.

## Биография
Константин Еленков е роден на 2 юни 1941 година в град Перник, в семейството на свещеник Рангел Еленков. Завършва специалност Българска филология в Софийския държавен университет. Дълги години работи като редактор във вестниците „Вечерни новини“ и „Литературен фронт“, както и в списание „Септември“. Директор на Българския културен център в Москва. Списва и издава със спонсори списание „Християнче“ 1999 – 2019 г. Член е на Съюза на българските писатели.
Пише редица литературнокритични книги – монографии и изследвания, сред които са „Звукопис и живопис в поезията на Смирненски“ (сп. „Литературна мисъл“, 1973, бр.6), „Самонаблюдение и творчество“ (сп. „Литературна мисъл“, 20, 1976), „Музикалната живопис на М.К. Чурльонис“ (сп. „Проблеми на изкуството“, 1976, кн. 1). Публикува статии и критически студии във вестниците „Новинар“ и „Дума“, в списанията „Септември“, „Пламък“, „Везни“ и др.
Автор е на няколко документални филма – „Владимир Димитров – Майстора. Пътищата на Майстора“ (2007), „Емануил Попдимитров – поетът и художниците“ (2009), „Неосветеният храм. Спомен за Радичков“ (2010), „Епископ Нестор. последни думи“ (2013)
От 2007 г. е част от журито на Националния литературен конкурс за поезия „Биньо Иванов“, а през 2009 и от 2012 до 2016 г. е председател на конкурса.